# Hylesia terranea
Hylesia terranea är en fjärilsart som beskrevs av William Schaus 1906. Hylesia terranea ingår i släktet Hylesia och familjen påfågelsspinnare. Inga underarter finns listade i Catalogue of Life.